# Bos-Kalles gård
Bos-Kalles gård är en gård i centrala Hedemora, Dalarnas län, belägen mellan Vasaskolan och Hedemora stadsbibliotek. Gården blev byggnadsminne 1991 och husen på gården är idag lägenhetshus för det kommunala bostadsbolaget Hedemorabostäder och inrymmer tio lägenheter. Namnet kommer från en av ägarna till gården.
Bos-Kalles är en borgargård, troligen från början av 1800-talet. Visst jordbruk bedrevs på gården, liksom på andra borgargårdar i staden. Carl Alander, en av ledamöterna i Hedemoras första stadsfullmäktige 1868, bodde på Bos-Kalles vid tiden för den stora stadsbranden 1849. 1878 bodde provinsialläkaren Claes Grill på gården.

## Byggnader
Huvudbyggnaderna är i ett och ett halvt plan, byggda av timmer, reveterat med spritputs och står på en sockel av huggen sten. I ett av husen finns en tvättstuga med slaggstensgolv och välbevarad inredning, med bland annat öppen spis och tvätthoar. I flera av lägenheterna finns kakelugnar bevarade. Delar av huvudbyggnaden har spår efter en brand, men den har troligen till stor del klarat sig undan branden 1849.
Gården är öppen mot stadsbiblioteket, men portlider finns även mot Martin Kochs gränd (tidigare Trädgårdsgatan) och Hökargatan, i lidret mot den senare sitter en port i trä, troligen uppbyggd strax efter branden 1849. I detta lider finns en nedgång till ett källarvalv av kilad sten från 1700-talet. Ytterligare ett källarvalv finns inne på gården, med tunnvalv av tegel. Uthusen är byggda efter stadsbranden, i ett av dem står årtalet 1905 inristat. Mitt på gården stod tidigare en hästkastanj av vilken stubben har sparats.

## Galleri

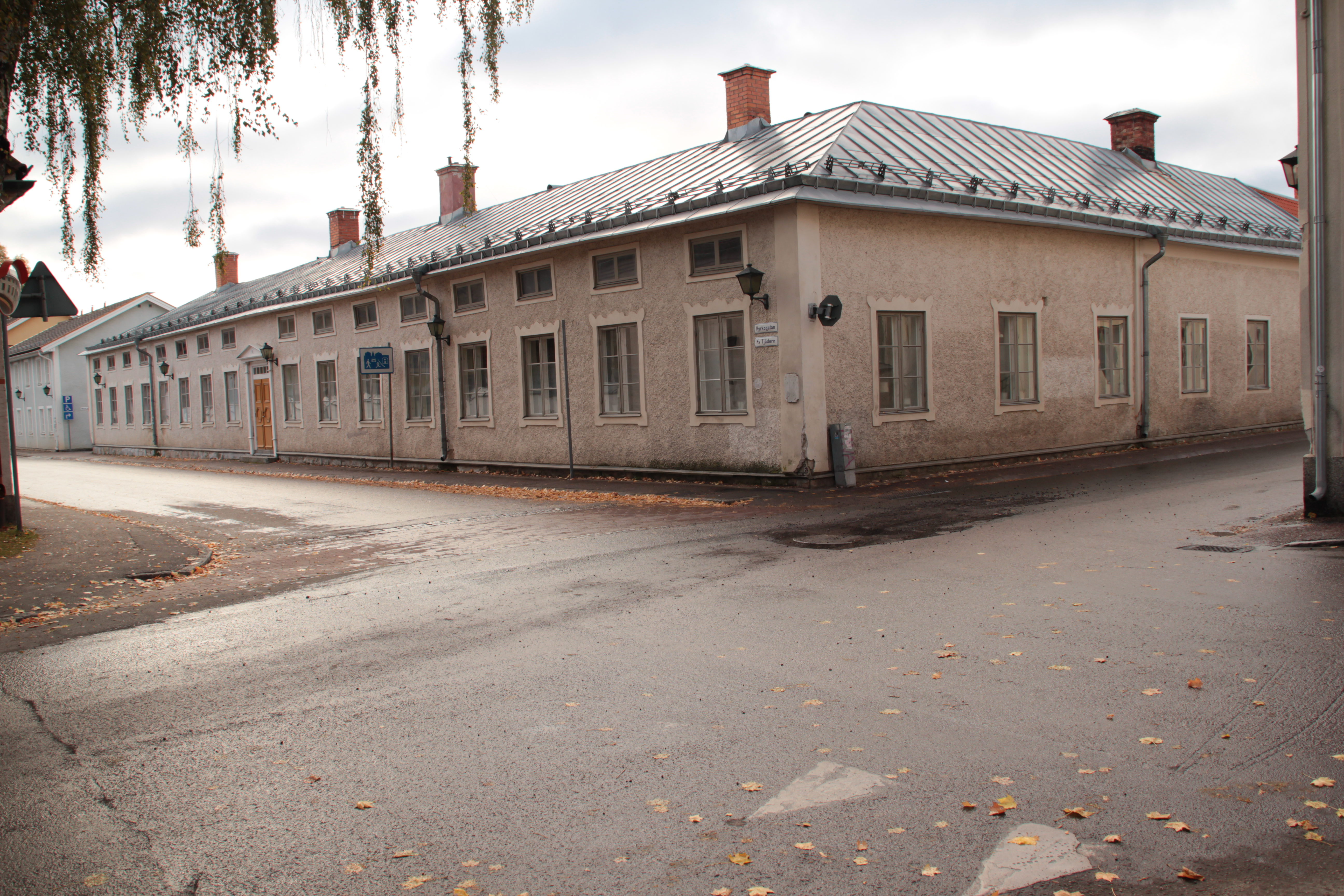
Bos-Kalles gård
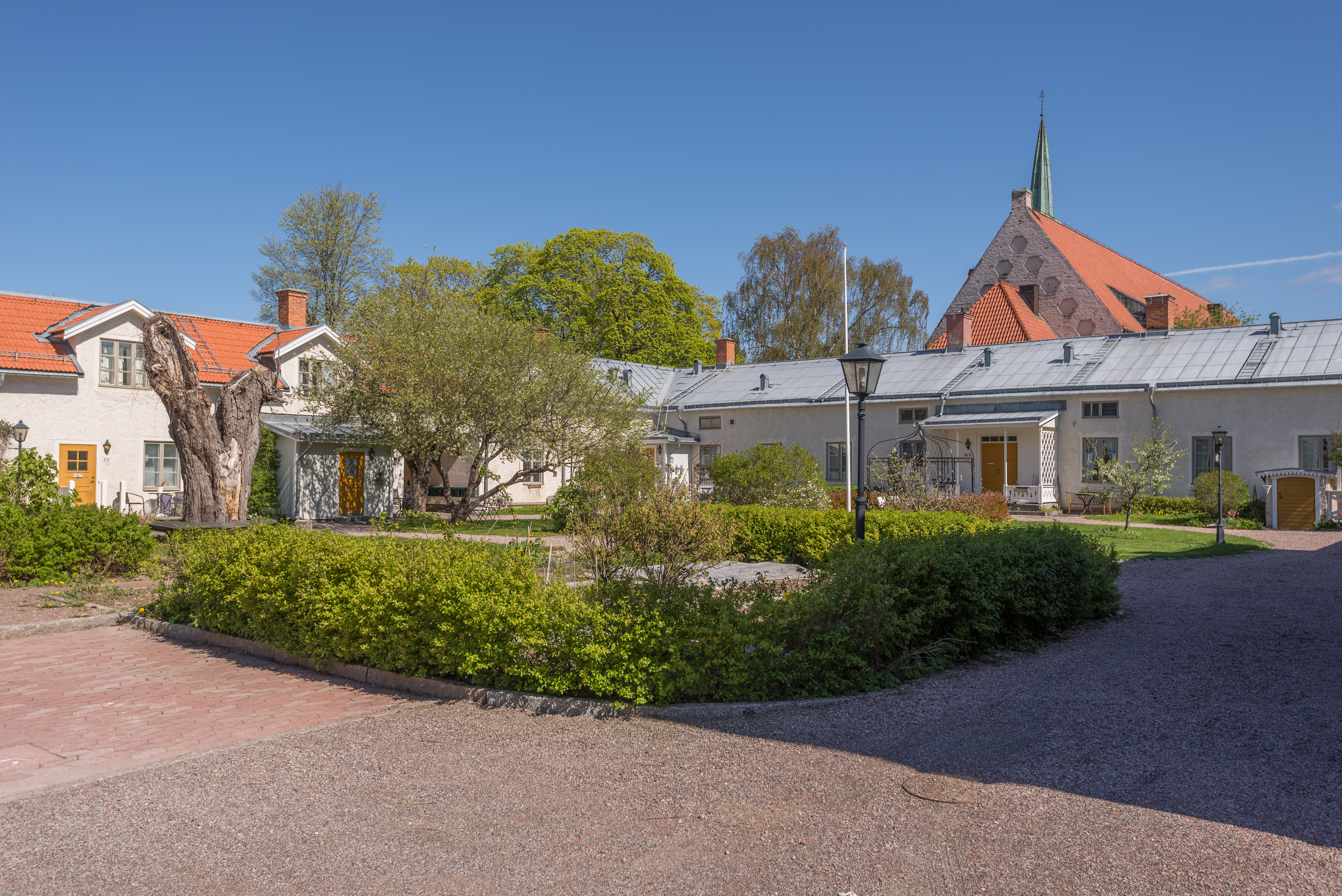
Innergården
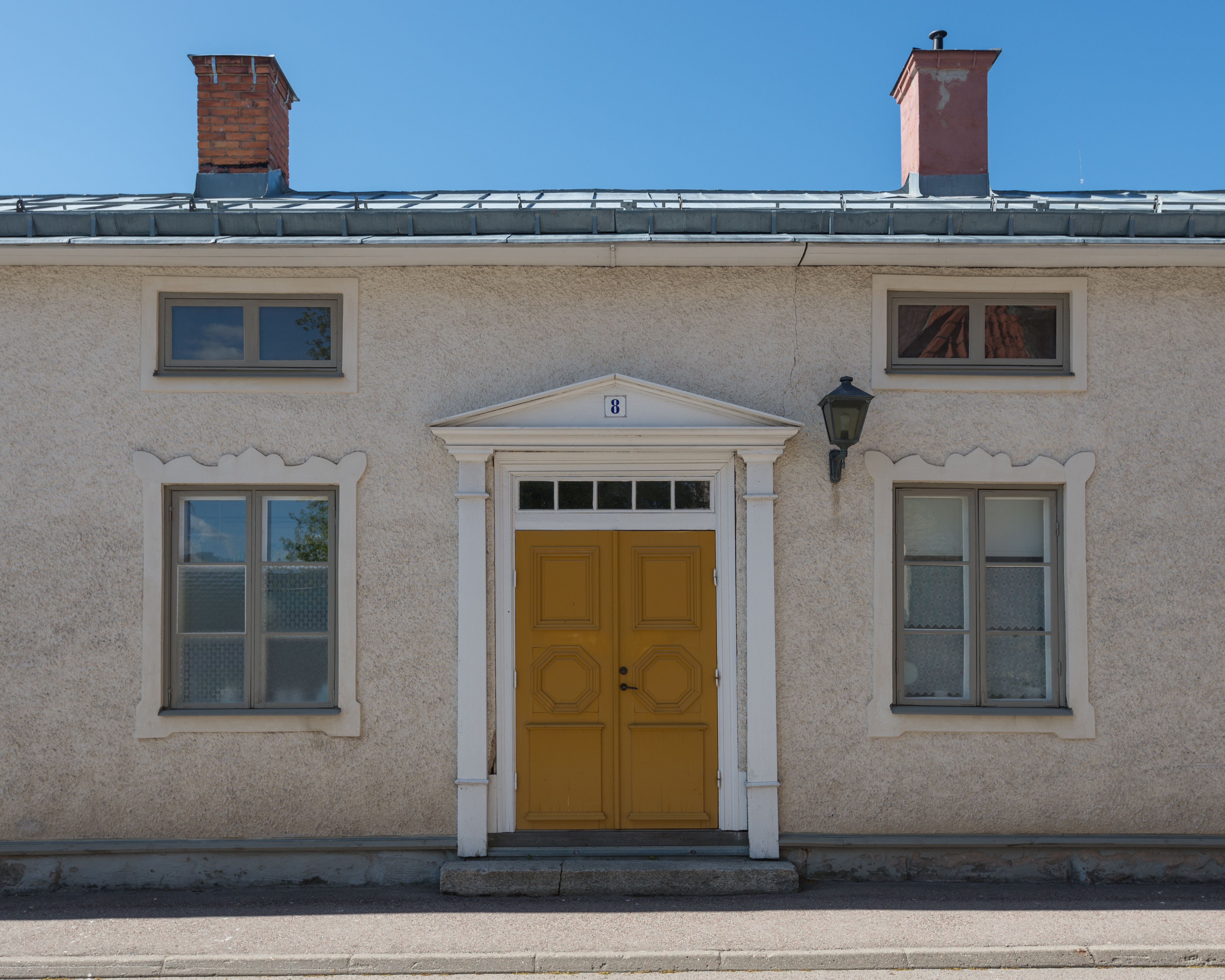
Fasad mot Kyrkogatan
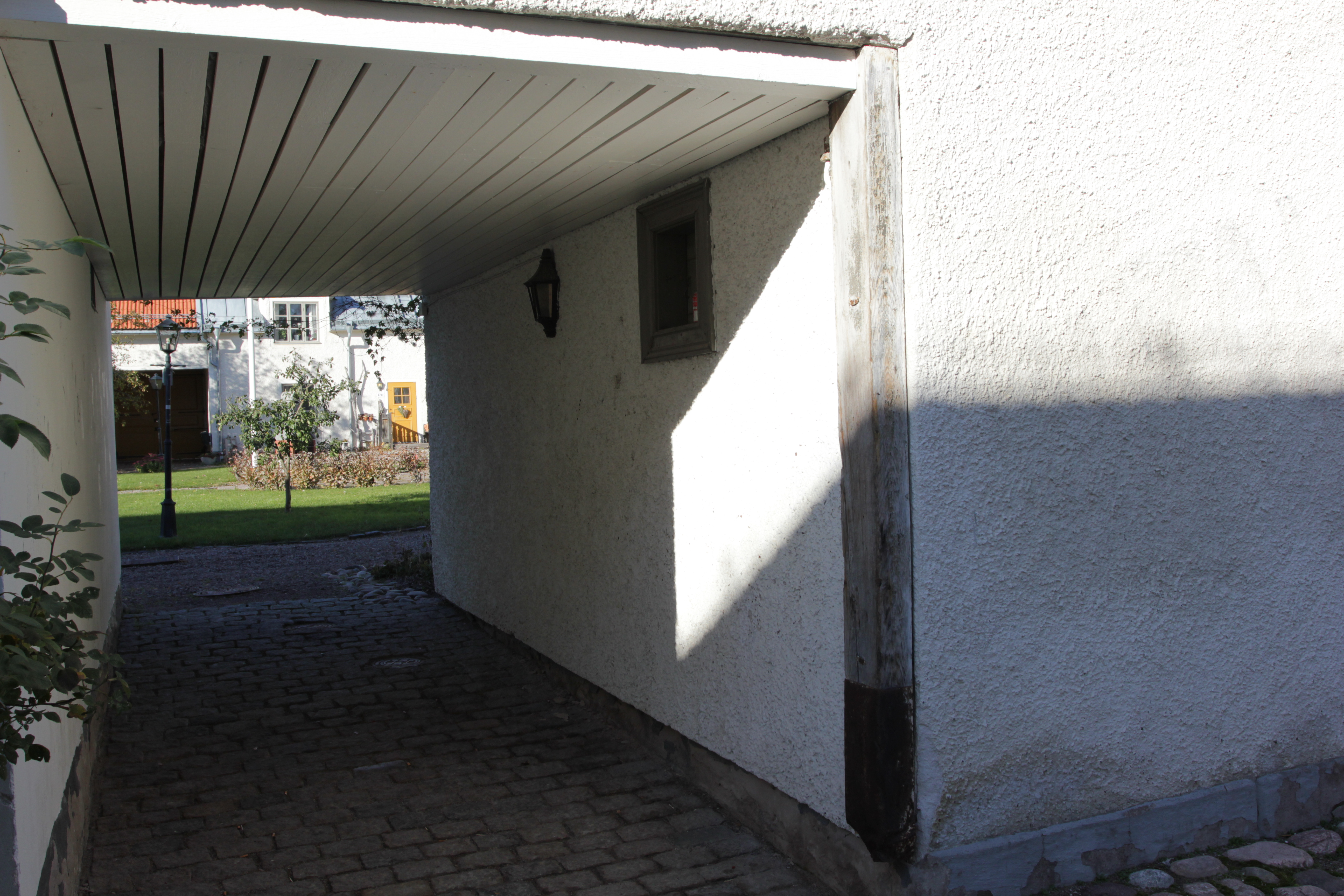
Portal mot Martin Kochs gränd